# Управління товарними запасами
Управлі́ння това́рними запа́сами — складний комплекс заходів, спрямований на забезпечення максимально високого рівня обслуговування покупців при мінімізації поточних витрат, пов'язаних із утримуванням запасів.
Управління запасами можна звести до відповіді на два основних питання: коли поповнювати запас і в якій кількості. Найпростішою моделлю керування запасами є формула оптимального розміру партії або формула Вілсона.

## Системи керування запасами

### Система з фіксованим обсягом партії замовлення
(модель із постійним контролем, модель із оперативною інформацією)
У моделі з фіксованим обсягом партії замовлення здійснюється щоразу, коли запас у системі опускається до певного рівня.
Основні моделі оперативного керування запасами такі:
- <Q, r>-модель: при зниженні запасів до рівня r замовляється партія розміром Q (малюнок 1).
- <R, r>-модель: якщо рівень запасів знижується до {\displaystyle x\leq r}, при надходженні однієї з вимог, то робиться замовлення розміром {\displaystyle (R-x)}.

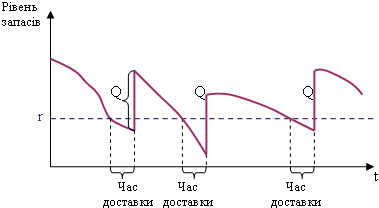
Мал. 1. <Q, r>-модель керування запасами при випадковому попиті

### Система з фіксованим періодом перевірки рівня запасу
(модель із періодичними перевірками)
У системах з періодичною перевіркою періодом функціонування T уважається інтервал між двома послідовними перевірками. Замовлення на поповнення запасу подається в момент перевірки, якщо попит за попередній період функціонування відмінний від нуля.
Розглядаються такі моделі керування запасами при періодичних перевірках:
- <R, T>-модель, заснована на R-стратегії: у момент перевірки замовляється партія, що доводить фіктивних рівень запасів (тобто сума наявного запасу та замовленого) до рівня R;
- <R, r, T>-модель, заснована на Rr-стратегії: замовлення на поповнення запасу до рівня R подається, якщо в момент перевірки фіктивний рівень запасів у системі менше або дорівнює r;
- <n, r, T>-модель, заснована на nQ-стратегії: замовлення на поповнення запасу подається, якщо в момент перевірки фіктивний рівень запасів у системі менше або дорівнює r. Обсяг партії замовлення кратний деякій фіксованій величині Q, n — найбільше ціле число, для якого фіктивний рівень запасів після подачі замовлення виявляється меншим або рівним {\displaystyle R=r+Q}.

## Витрати керування запасами
- C — витрати на поповнення одиниці запасу.
- h — витрати на утримання одиниці запасу в одиницю часу.
- K — фіксовані витрати на оформлення замовлення.
- W — витрати, понесені внаслідок старіння товару (за одиницю).
- P — витрати, пов'язані з обліком незадоволеного попиту (за одиницю).
- G — витрати, зв'язані втратою незадоволеного попиту (за одиницю).

## Що необхідно врахувати при керуванні запасами?

### Характер попиту
Основним параметром системи керування товарними запасами є попит. У реальності попит, найчастіше, має випадковий характер. Використання моделей керування запасами, для яких попит — відома величина, обмежено.

### Дефіцит
Залежно від характеру товару й ступеня лояльності споживача можна виділити два типи реакції покупця на дефіцит. У першому випадку незадоволені вимоги стають на облік, тобто покупець погоджується почекати поставки товару (малюнок 2). У другому випадку незадоволені вимоги губляться, тобто покупець задовольняє потребу у відсутньому товарі з іншого джерела (малюнок 3).

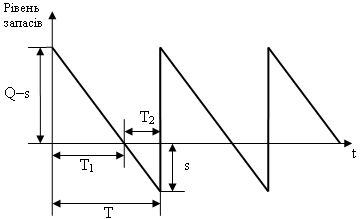
Мал. 2 — Рівень запасу в системі з урахуванням незадоволених вимог

На даному малюнку s — число вимог, зареєстрованих до моменту поставки, T1 — час протягом якого надійдуть вимоги на (Q — s) одиниць, а Т2 — час, коли вимоги стають на облік.
Середні річні витрати (TCU) і оптимальний розмір замовлення (Q*) визначаються за такими формулами:
{\displaystyle TCU(Q)={\frac {\lambda }{Q}}\cdot K+{\frac {h}{2Q}}(Q-s)^{2}+{\frac {Ps^{2}}{2Q}}}
{\displaystyle Q^{*}={\sqrt {\frac {2\lambda K}{h}}}\cdot {\sqrt {\frac {P+h}{P}}}}
де {\displaystyle \lambda } — інтенсивність попиту.
Графічно поводження системи із втратою незадоволених вимог представлено на малюнку 3.

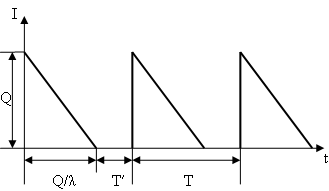
Мал. 3 — Рівень запасу в системі із втратою незадоволених вимог

На малюнку T' — час, протягом якого незадоволені вимоги губляться.
Середні витрати й оптимальний розмір замовлення визначаються за формулами:
{\displaystyle TCU(Q)={\frac {\lambda K}{Q+\lambda T'}}+{\frac {h}{2}}\cdot {\frac {Q^{2}}{Q+\lambda T'}}+{\frac {G\lambda }{Q+\lambda T'}}\cdot \lambda T'}
{\displaystyle Q^{*}={\sqrt {{\frac {2\lambda K}{h}}\cdot {\frac {G}{h+G}}}}}
Часто в системах керування запасами передбачається що частина запасу губиться, а частина — ураховується. Для цього вводиться коефіцієнт {\displaystyle \beta } — частка незадоволеного попиту, що може бути врахована.

### Знижка на закупівлю продукції
Знижка на розмір замовлення буває двох видів:
- «оптова» знижка;
- диференціальна знижка.

«Оптова» знижки поширюється на кожну одиницю закуповуваного товару залежно від загального обсягу партії. Для системи з «оптовою» знижкою при розмірі закупівлі рівному {\displaystyle Q,q_{i}\leq Q<q_{i+1}}, ціна товару для кожної одиниці партії дорівнює {\displaystyle C_{i}}, причому {\displaystyle C_{i+1}<C_{i}}.
Середні річні витрати визначаються як:
{\displaystyle TCU_{i}(Q)={\frac {\lambda K}{Q}}+{\frac {h\cdot Q}{2}}+\lambda C_{i},\qquad q_{i}\leq Q<q_{i+1}}
Графічно середні річні витрати представлені на малюнку 4.

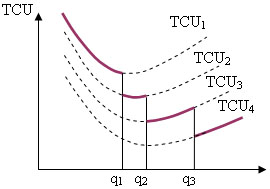
Мал. 4 — Середні річні витрати при оптовій знижці

Для визначення оптимального розміру партії використається наступний алгоритм:
1. Обчислюється {\displaystyle Q_{n}}. Якщо {\displaystyle Q_{n}\geq \ q_{n-1}}, то {\displaystyle Q_{n}} — оптимально.
2. Якщо {\displaystyle Q_{n}<q_{n-1}}, то обчислюється {\displaystyle Q_{n-1}}. Якщо {\displaystyle Q_{n-1}\geq \ q_{n-2}}, то {\displaystyle TCU(Q_{n-1})} порівнюється з {\displaystyle TCU(q_{n-1})}, і мінімум з них відповідає оптимальному розміру замовлення.
3. Якщо {\displaystyle Q_{n-1}<q_{n-2}}, то обчислюється {\displaystyle Q_{n-2}}. Якщо {\displaystyle Q_{n-2}\geq \ q_{n-3}}, то {\displaystyle TCU(Q_{n-2})} порівнюється з {\displaystyle TCU(q_{n-3})} і {\displaystyle TCU(q_{n-1})}, і мінімум з них відповідає оптимальному розміру замовлення.
4. Обчислення тривають доти, поки не відшукується мінімум. Потрібно не більше n кроків.

Диференціальна знижка поширюється на кожну наступну одиницю закуповуваного товару, що перевищує певний обсяг замовлення.
Диференціальна знижка полягає в тому, що якщо розмір замовлення коливається від 1 до {\displaystyle q_{1}}, то вартість одиниці виробу складе {\displaystyle c_{0}}, при розмірі замовлення від {\displaystyle q_{1}+1} до {\displaystyle q_{2}} вартість складе {\displaystyle c_{0}} для {\displaystyle q_{1}} одиниць товару й {\displaystyle c_{1}} для {\displaystyle (Q-q_{1})} одиниць товару й т.  д.
Середні річні витрати при {\displaystyle q_{i}<Q\leq \ q_{i+1}} визначаються за наступною формулою:
{\displaystyle TCU_{i}=\lambda \cdot C_{i}+{\frac {\lambda }{Q}}\left(K+R_{i}-C_{i}q_{i}\right)+{\frac {IR_{i}}{2}}+h\left({\frac {Q-q_{i}}{2}}\right),\qquad i=[0,m]}
де {\displaystyle R_{i}} — витрати на закупівлю {\displaystyle q_{i}} одиниць виробу, {\displaystyle R_{0}=0,q_{0}=0,q_{m+1}=\propto }.
{\displaystyle C(Q)=R_{i}+C_{i}(Q-q_{i}),\qquad i=[0,m]}.
Графік середніх річних витрат зображений на малюнку 5.

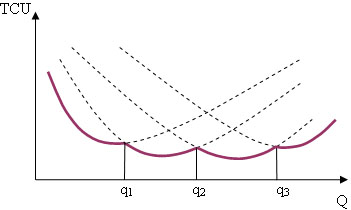
Мал. 5 — Середні річні витрати при диференціальній знижці

Для обчислення Q оптимального використається наступний алгоритм:
1. обчислюються значення {\displaystyle Q^{(i)}}: {\displaystyle Q^{(i)}={\sqrt {\frac {2\lambda (K+R_{i}-c_{i}q_{i})}{h}}}}
2. для значень {\displaystyle Q^{(i)}}, що задовольняють умові {\displaystyle q_{i}<Q^{(i)}\leq q_{i+1}} визначається значення {\displaystyle TCU(Q^{(i)})}.
3. Оптимальним буде {\displaystyle Q^{(i)}}, що відповідає мінімальним витратам.

### Обмежений строк зберігання товару
Обмежений строк зберігання товару характерний для більшості товарів роздрібної торгівлі. Це можуть бути товари які поступово, за час зберігання гублять свої споживчі якості (наприклад фрукти), так і товари, які не будучи реалізованими за певний строк повністю втратять споживчі якості (наприклад газети).
Управління запасами товарів з обмеженим строком придатності відбувається в такий спосіб:
1. визначається оптимальний розмір замовлення (з урахуванням витрат на зберігання, на дефіцит і списання застарілих товарів) і подається замовлення на поповнення запасу;
2. весь прибулий продукт уважається новим;
3. відпускання товару провадиться за принципом «перший прийшов — перший вийшов (пішов)» (FIFO та LIFO);
4. продукт, не реалізований протягом строку зберігання, m, списується.

Для точного опису наявного запасу в кожен момент часу й рівня запасів у системі (U) використовуються такі формули:
{\displaystyle {\begin{cases}x_{mt}=(Q_{t})^{+}\\\left(x_{i+1,t-1}-\left[d-\sum _{j=1}^{i}x_{j,t-1}\right]^{+}\right)^{+},\qquad i=[1,m-1]\end{cases}}}
{\displaystyle U_{t}=\sum _{i=1}^{m}x_{i,t}}
де {\displaystyle x_{i,t}} — кількість запасів на момент часу t зі строком зберігання, що залишився, рівним i;
m — строк придатності продукту;
d — попит на товар;
{\displaystyle (a)^{+}=max(0,a)}.
Тоді, для системи керування запасами з постійним контролем можна вивести співвідношення, що дозволяє визначити середні витрати в одиницю часу i:
{\displaystyle TCU(i)={\frac {d_{i}}{Q}}K+C\cdot d_{i}+B\cdot \beta (d_{i}-U_{i})^{+}+G(1-\beta )(d_{i}-U_{i})^{+}+W(x_{1,i}-d_{i})^{+}+h(U_{i}-d_{i})^{+}}
де {\displaystyle d_{i}} — попит на товар за час i.

### Взаємодія товарів у системі
При взаємодії декількох товарів у системі виникають такі задачі управління запасами:
- задача сполучення замовлень за декількома номенклатура ми (загальний постачальник);
- багатономенклатурні задачі управління запасами із взаємозамінними продуктами;
- багатономенклатурні задачі управління запасами з обмеженнями (на площу склада, на кількість капіталовкладень у формування запасів, на загальне число замовлень).

## Наближений опис моделей управління запасами
Як можна було побачити, всі розглянуті вище моделі були однофакторними, тобто враховували тільки який-небудь один з аспектів управління запасами. Оскільки в точних моделях урахувати всі фактори неможливо переходять до наближених моделей управління запасами.